# Velibor Jonić
Velibor Jonić, cyr. Велибор Јонић (ur. 12 lutego 1892 w Krnjevie, zm. 17 lipca 1946 w Belgradzie) – serbski polityk faszystowski, minister edukacji pod okupacją niemiecką (1941-1944).

## Życiorys
Syn Krsta i Sofiji z d. Velković. Ukończył studia na wydziale filozoficznym Uniwersytetu w Belgradzie. Brał udział w I wojnie światowej jako ochotnik. Po zakończeniu wojny pracował jako nauczyciel gimnazjum, a następnie w Akademii Wojskowej w Belgradzie. W latach 20. należał do organizacji Serbska Obrona Narodowa (Srpska Narodna Odbrana), kierowanej przez Ilijję Trifunovicia-Birčanina i kierował czasopismem o takim samym tytule. Był zwolennikiem teorii rasowych przypisując w swoich tekstach rasie słowiańskiej szczególną zdolność do zachowania potencjału cywilizacyjnego ludzkości. Po utworzeniu w 1935 faszystowskiego Jugosłowiańskiego Ruchu Narodowego, Jonić objął w nim funkcję sekretarza generalnego.
Po agresji niemieckiej na Jugosławię w kwietniu 1941, Jonić był sygnatariuszem apelu skierowanego do Serbów, wzywającego do podjęcia bliskiej współpracy z Niemcami. 10 lipca objął stanowisko komisarza d.s. edukacji w tworzących się kolaboracyjnych władzach serbskich. 7 października 1941 stanął na czele resortu edukacji w rządzie Milana Nedicia. W zakresie jego obowiązków był także nadzór nad Serbskim Kościołem Prawosławnym. W latach 1942–1944 Jonić wydawał czasopismo Srpski narod.
28 sierpnia 1944 na polecenie Nedicia, Velibor Jonić zajął się organizacją ewakuacji pro-niemieckich polityków serbskich. Ewakuację wstrzymano 3 października 1944, kiedy oddziały Armii Czerwonej wkroczyły do Belgradu. Pod koniec wojny Joniciowi udało się uciec i schronić w Wiedniu. Oskarżony o kolaborację z Niemcami został zatrzymany przez władze austriackie i przekazany do Belgradu.
Skazany przez sąd w Belgradzie za zdradę stanu i współpracę z Niemcami na karę śmierci. Rozstrzelany 17 lutego 1946.
Był żonaty (żona Danica), miał syna Miloša.